# 伊里亚·伊万诺维奇·伊万诺夫
伊里亚·伊万诺维奇·伊万诺夫（俄语：Илья́ Ива́нович Ивано́в，Ilya Ivanovich 	Ivanov，1870年7月20日(O.S.)—1932年3月20日），是前沙俄及蘇聯的生殖生物学家，人工授精及動物杂交方面的專家，家畜人工授精技术的奠基人。他曾牽涉富爭議的猩猩人實驗，嘗試產生人類与其他灵长类动物的杂交物種。

## 簡歷
伊萬諾夫在 俄罗斯库尔斯克總督區希格雷市出生。他於1896年從卡爾可夫大學畢業，1907年成為全職教授。他曾於赫尔松州的阿斯卡尼亞-諾瓦自然保護區擔任研究員。
十月革命后，他曾先後在国立兽医实验研究所(1917年–1921年、1924年–1930年）生殖生物学研究室、中央家畜繁殖研究试验站（1921年–1924年）、莫斯科高等動物技術學院（1928年–1930年）、全国畜牧研究所和哈萨克共和国畜牧兽医研究所领导家畜生殖生物学研究工作。
約在20世紀開始之時，伊萬諾夫完善了動物人工授精的方法，並將之應用於馬匹育種方面。他證實了這種技術能夠令一頭公馬從令20到30頭雌馬自然受孕的比例，上升至令500頭雌馬受孕。這結果在當時很轟動，使伊萬諾夫的實驗站經常有來自世界各地馬主的拜訪。

## 人与猩猩杂交试验
伊萬諾夫最具爭議的研究在於他的人与其他灵长类动物的杂交试验研究。早在1910年，他曾在於奧匈帝國格拉茨舉行的世界動物學家大會（World Congress of Zoologists）時的演說就曾透露過透過人工受精的方式去嘗試人与其他灵长类动物杂交的可能性。
1920年代，伊萬諾夫着手进行一系列的實驗，希望成功孕育出人類與非人類人猿的雜交物種。當時他利用人類的精子嘗試令雌性黑猩猩受精，但實驗失敗。1929年，他把實驗方向倒過來進行，組織一系列涉及人類志願者接受非人類人猿精液的受精實驗，但由於他手頭上最後一頭雄性猩猩屬人猿的死亡，他的實驗被逼延遲進行。

## 往後生活
在蘇聯這個事事以政治掛帥的國家，因為科學界的一輪政治震蕩，伊萬諾夫及其他幾位同樣涉及靈長類動物的研究與實驗的科學家失去了他們的職位。1930年春天，伊萬諾夫在他工作的獸醫學院遭受政治指控。結果，在同年12月13日，因试验未完成预期使命而遭到批斗与逮捕。他被判處五年流放至哈萨克首府阿拉木圖。在阿拉木圖，伊萬諾夫在哈薩克獸醫動物學學院工作，最终于1932年2月提前获释并于同年3月20日死于动脉粥样硬化引发的缺血性中风。而為伊萬諾夫撰寫訃聞的，就是後來知名的生理學暨心理學權威伊凡·巴甫洛夫。